# Aprobata techniczna
Aprobata techniczna – pozytywna ocena techniczna wyrobu, stwierdzająca jego przydatność do stosowania. 
Dokonywana jest na podstawie badań, obliczeń, oględzin, opinii ekspertów i innych dokumentów z zastosowaniem przepisów techniczno-budowlanych, Polskich Norm oraz warunków stosowania wyrobu i jego przewidywanej trwałości.
Jest udzielana przez jednostkę aprobującą, na wniosek producenta lub importera wyrobu na drodze odpowiedniego postępowania. Nie jest przeznaczona do powszechnego stosowania, wykorzystanie wymaga tymczasowej zgody posiadacza. 
Jest przyznawana na 5 lat, a następnie może być przedłużona bez konieczności przeprowadzania ponownego postępowania.
Udzielana jest na wniosek producenta lub grupy producentów wyrobu budowlanego, a w przypadku zestawu wyrobów budowlanych - na wniosek podmiotu kompletującego zestaw.
Zgodnie z rozporządzeniem Ministra Infrastruktury z dnia 14 października 2004 r. w sprawie europejskich aprobat technicznych oraz jednostek organizacyjnych upoważnionych do ich wydawania Instytut techniki Budowlanej jest polską jednostką upoważnioną do udzielania europejskich ocen technicznych.